# ФК Железничар 1930
ФК Железничар 1930 је српски фудбалски клуб из Смедерева. Tренутно се такмичи у Градској лиги Смедерево група Морава, шестом такмичарском нивоу српског фудбала. Клуб је познат и као ФК Жеља.

## Историја
Клуб је основан 1930. године.

### Имена клуба кроз историју
| Година     | Клуб (насеље)                  |
| ---------- | ------------------------------ |
| —2022.     | ФК Железничар (Смедерево)      |
| 2022—данас | ФК Железничар 1930 (Смедерево) |